# Augnax
Augnax – miejscowość i gmina we Francji, w regionie Oksytania, w departamencie Gers.
Według danych na rok 1990 gminę zamieszkiwały 63 osoby, a gęstość zaludnienia wynosiła 16 osób/km² (wśród 3020 gmin regionu Midi-Pireneje Augnax plasuje się na 1000. miejscu pod względem liczby ludności, natomiast pod względem powierzchni na miejscu 1576.).